# Охотничий чай
Охо́тничий чай (Jagartee, Jägertee) — горячий алкогольный напиток, распространённый в Австрии.
Производится из смеси чая, мёда, красного вина, шнапса и других ингредиентов. Обладает сладким пряным вкусом. Традиционно употребляется разбавленным водой в соотношении 1 часть напитка к 3-4 частям воды. Также может употребляться в чистом виде. 
Наряду с глинтвейном является одним из самых популярных алкогольных напитков среди горнолыжников.